# 耶氏異唇齒魚
耶氏異唇齒魚，為輻鰭魚綱脂鯉目脂鯉亞目脂鯉科的其中一個種。分布於南美洲烏拉圭河流域，體長可達4.2公分，棲息在沙底質水域，生活習性不明。